# Svjetsko prvenstvo u vaterpolu 1994.
Svjetsko prvenstvo u vaterpolu 1994. sedmo je izdanje tog natjecanja. Održavalo se u Rimu u Italiji od 1. do 11. rujna. To je prvo SP na kojem je nastupila neovisna Hrvatska. Poražena je u borbi za broncu od Rusije 14:13, dok je zlato osvojila Italija (domaćin) pobijedivši u završnici Španjolsku 10:5. Na ovom SP-u postignuta je najveća pobjeda u povijesti ovog natjecanja. Hrvatska je u drugom kolu natjecanja po skupinama pobijedila Novi Zeland 35:1.

## Sastavi
Prema:,
- Hrvatska: Renco Posinković, Siniša Školneković, Zdeslav Vrdoljak, Joško Kreković, Dubravko Šimenc, Mislav Bezmalinović, Ratko Štritof, Dejan Savičević, Renato Vrbičić, Perica Bukić, Ognjen Kržić, Vjekoslav Kobešćak, Dario Kobešćak

## Konačni poredak
| Mj. | Država      |
| --- | ----------- |
| 1.  | Italija     |
| 2.  | Španjolska  |
| 3.  | Rusija      |
| 4.  | Hrvatska    |
| 5.  | Mađarska    |
| 6.  | SAD         |
| 7.  | Grčka       |
| 8.  | Nizozemska  |
| 9.  | Njemačka    |
| 10. | Australija  |
| 11. | Kuba        |
| 12. | Kazahstan   |
| 13. | Rumunjska   |
| 14. | Kanada      |
| 15. | JAR         |
| 16. | Novi Zeland |

| Pobjednici           |
| -------------------- |
| Italija Drugi naslov |